# Григалка, Отто Янович
О́тто Я́нович Гри́галка (28 июня 1925, Мадона — 8 февраля 1993, Мадона) — советский легкоатлет. Заслуженный мастер спорта СССР (1955). Был женат на Марии Писаревой.
На Олимпиаде в Хельсинки в 1952 году участвовал в соревнованиях толкателей ядра и метателей диска. В толкании ядра занял 4-е место, а в метании диска — 6-е. На следующей Олимпиаде в Мельбурне в 1956 году в метании диска занял 5-е место.
На чемпионате Европы в 1950 и 1954 годах в толкании ядра выиграл бронзовую и серебряную медали.

## Карьера
Был учеником Митропольского Леонида Александровича.

### Выступления на соревнованиях

#### Международные соревнования
| Год  | Соревнования                        | Город     | Место | Дисциплина    | Результат | Дата       |
| ---- | ----------------------------------- | --------- | ----- | ------------- | --------- | ---------- |
| 1949 | Студенческие игры                   | Будапешт  | II    | толкание ядра | 14,76     | август     |
| 1950 | Чемпионат Европы                    | Брюссель  | III   | толкание ядра | 15,14     | 25 августа |
| 1951 | Студенческие игры                   | Берлин    | II    | толкание ядра | 15,59     | август     |
| 1952 | Летние Олимпийские игры             | Хельсинки | 4     | толкание ядра | 16,78     | 21 июля    |
| 1952 | Летние Олимпийские игры             | Хельсинки | 6     | метание диска | 50,71     | 22 июля    |
| 1953 | Студенческие игры                   | Бухарест  | II    | толкание ядра | 16,23     | август     |
| 1954 | Чемпионат Европы                    | Берн      | II    | толкание ядра | 16,69     | 27 августа |
| 1954 | Чемпионат Европы                    | Берн      | 6     | метание диска | 50,60     | 28 августа |
| 1955 | Международные соревнования в Москве | Москва    | I     | метание диска | 53,16     | 25—26 июня |
| 1955 | Студенческие игры                   | Варшава   | I     | толкание ядра | 17,05     | август     |
| 1956 | Летние Олимпийские игры             | Мельбурн  | 5     | метание диска | 52,37     | 27 ноября  |

#### Чемпионаты СССР
Шестикратный чемпион СССР в толкании ядра и метании диска (1954—1958).

### Тренер
11 лет был старшим тренером сборной СССР по метаниям. Тренер сборной СССР на Олимпийских играх 1964 и 1968 годов.
Среди его учеников бронзовые призёры Олимпийских игр — Эдуард Гущин и Татьяна Лесовая.

## Награды и звания
- орден «Знак Почёта» (27.04.1957) — «за успехи, достигнутые в деле развития массового физкультурного движения в стране, повышения мастерства советских спортсменов, и успешное выступление на международных соревнованиях» (Указ Президиума Верховного Совета СССР от 27 апреля 1957 года «О награждении орденами и медалями спортсменов, тренеров и работников физической культуры и спорта»)[17].